# Seyresse
Seyresse (gaskonsko Seiressa) je naselje in občina v francoskem departmaju Landes regije Akvitanije. Naselje je leta 2011 imelo 862 prebivalcev.

## Geografija
Kraj leži v pokrajini Gaskonji ob reki Luy, 4 km južno od središča Daxa.

## Uprava
Občina Seyresse skupaj s sosednjimi občinami Bénesse-lès-Dax, Candresse, Dax, Heugas, Narrosse, Oeyreluy, Saint-Pandelon, Saugnac-et-Cambran, Siest, Tercis-les-Bains in Yzosse sestavlja kanton Dax-Jug s sedežem v Daxu. Kanton je sestavni del okrožja Dax.

## Zanimivosti
- cerkev sv. Martina;